# قريت (ريمة)
قريت هي إحدى قرى مديرية السلفية بمحافظة ريمة اليمنية، بلغ تعداد سكانها 1025 نسمة حسب إحصاء اليمن لعام 2004.